# Wangdu (militant)
Pour les articles homonymes, voir Wangdu.
Wangdu  (tibétain : དབང་འདུས་, Wylie : dbang 'dus ; chinois: Wangdui), né en 1968 à Taktse, est un ancien moine tibétain devenu un militant de la lutte contre le SIDA. Prisonnier politique condamné à la prison à vie, il est actuellement hospitalisé à la suite de coups reçus en prison.

## Biographie
Wangdu est né dans le Comté de Taktse, dans la région de Lhassa. Il a été moine au monastère du Jokhang.
Wangdu a été un prisonnier politique incarcéré pour avoir participé aux manifestations de mars 1989 à Lhassa. Il avait été libéré en 1995, mais ne fut pas autorisé à réintégrer son monastère, car la loi chinoise l’interdit aux moines condamnés à des peines de prison.
Il s’est par la suite engagé dans la lutte contre le VIH/SIDA, travaillant avec des institutions australiennes, le AusAID, puis le Burnet Institute, impliquées dans la prévention à Lhassa, notamment auprès des prostituées, et des écoles. Il était chef de projet du Burnet Institute, qui mène depuis 1999 un programme d’éducation sur le VIH/SIDA au Tibet pour les groupes à risque : les prostituées dans les bars et les bordels.
Wangdu a été arrêté le 14 mars 2008 à son domicile à Lhassa, par le Bureau de sécurité publique au moment des manifestations à Lhassa, auxquelles il n’a pas pris part.
Le 27 octobre 2008, il a été condamné à la prison à vie par la cour populaire intermédiaire de Lhassa. Wangdu ainsi que 6 autres Tibétains, a été accusé d’espionnage et de transfert d’information à l’étranger,.
Le Burnet Institute n’a pas obtenu d’information concernant Wangdu autrement que par la presse.
Selon l'association Étudiants pour un Tibet libre, son emprisonnement montre jusqu'où le gouvernement chinois peut aller pour faire taire ceux qui travaillent pour la santé et le bien être des Tibétains.
Selon le TCHRD, fin février 2012, Wangdu a été hospitalisé à l'hôpital militaire de Lhassa et gardé par trois policiers. Une de ses mains est cassée et son crâne rasé. Ses blessures proviennent vraisemblablement de coups reçus en prison.